# Julián Benítez
Julián Alfonso Benítez Franco (ur. 6 czerwca 1987 w Pilar) – paragwajski piłkarz występujący najczęściej na pozycji napastnika, obecnie zawodnik meksykańskiej Nezy.

## Kariera klubowa
Benítez jest wychowankiem stołecznego paragwajskiego zespołu Club Guaraní, w barwach którego w 2004 roku zadebiutował w paragwajskiej Primera División. Niebawem wywalczył sobie miejsce w wyjściowym składzie i premierowego gola w najwyższej klasie rozgrywkowej strzelił w sezonie 2005. Wówczas także wziął udział w pierwszym międzynarodowym turnieju w swojej karierze – Copa Sudamericana – odpadając z Guaraní już w 1/16 finału. Trzy lata później, podczas Clausury 2008 wywalczył ze swoją ekipą wicemistrzostwo Paragwaju, natomiast po tytuł mistrzowski sięgnął w rozgrywkach Apertury 2010.
Latem 2011 Benítez przeszedł do drugoligowego meksykańskiego Club León, gdzie pierwszy mecz rozegrał 30 lipca 2011 w zremisowanej 3:3 ligowej konfrontacji z Correcaminos UAT, a pierwszą bramkę zdobył 9 października tego samego roku w wygranym 3:0 spotkaniu z Veracruz. Po upływie pół roku został zawodnikiem innego meksykańskiego zespołu – Neza FC, także występującego na drugim poziomie rozgrywek – Liga de Ascenso.
| Sezon     | Klub         | Kraj     | Rozgrywki        | Mecze | Bramki |
| --------- | ------------ | -------- | ---------------- | ----- | ------ |
| 2004      | Club Guaraní | Paragwaj | Primera División | 7     | 0      |
| 2005      | Club Guaraní | Paragwaj | Primera División | 22    | 5      |
| 2006      | Club Guaraní | Paragwaj | Primera División | 33    | 8      |
| 2007      | Club Guaraní | Paragwaj | Primera División | 28    | 4      |
| 2008      | Club Guaraní | Paragwaj | Primera División | 39    | 8      |
| 2009      | Club Guaraní | Paragwaj | Primera División | 33    | 3      |
| 2010      | Club Guaraní | Paragwaj | Primera División | 34    | 10     |
| 2011      | Club Guaraní | Paragwaj | Primera División | 20    | 4      |
| 2011/2012 | Club León    | Meksyk   | Liga de Ascenso  | 17    | 1      |
| 2011/2012 | Neza FC      | Meksyk   | Liga de Ascenso  |       |        |

## Kariera reprezentacyjna
W 2007 roku Benítez został powołany do reprezentacji Paragwaju U–20 na Młodzieżowe Mistrzostwa Ameryki Południowej. Jego kadra odpadła wówczas w drugiej, ostatniej rundzie, nie kwalifikując się na Mistrzostwa Świata w Kanadzie, natomiast sam zawodnik rozegrał pięć spotkań, nie zdobywając gola.
W seniorskiej reprezentacji Paragwaju Benítez zadebiutował za kadencji selekcjonera Gerardo Martino – 25 maja 2011 w przegranym 2:4 meczu towarzyskim z Argentyną.